# تاپیو ویرککالا
تاپیو ویرککالا (به فنلاندی: Tapio Wirkkala)؛ (زادۀ ۲ ژوئن ۱۹۱۵ میلادی – درگذشتۀ ۱۹ مهٔ ۱۹۸۵ میلادی) یک طراح و مجسمه‌ساز اهل فنلاند و یکی از چهره‌های اصلی طراحی پس از جنگ بود.

## زندگی و کار
ویرککالا در سال ۱۹۱۵ میلادی در هانکو به دنیا آمد. او در مدرسۀ مختلط تولو در هلسینکی تحصیل کرد. پدرش، ایلماری ویرککالا، معمار گورستان بود و مادرش سلما (با نام‌خانوادگی: ونهاتالو) یک منبت‌کار روی چوب بود. خواهر او هلنا کورونکونتیو و برادرش تائونو ویرککالا نیز هنرمند بودند.
کارهای ویرککالا از طرح‌های بطری‌های سس کچاپ پلاستیکی و ظروف فلزی گرفته تا شیشه، سرامیک و تخته چندلا در سبک‌های مختلف را شامل می‌شود. موفقیت او به عنوان یک طراح شیشه در سال ۱۹۴۶ میلادی با طراحی گلدان کانتارلی برای ایتالا آغاز شد و مجموعۀ تولید-انبوه تاپیو در سال ۱۹۵۴ میلادی راه‌اندازی شد. طیف وسیعی از آثار او شامل ظروف شیشه‌ای، ظروف سنگی، جواهرات و مبلمان برای تولید انبوه بود. و همچنین مجسمه‌های فردی در رسانه‌های مختلف. او همچنین اسکناس‌های مارکا فنلاند معرفی شده در سال ۱۹۵۵ میلادی را طراحی کرد. در اوایل دهۀ ۱۹۵۰ میلادی، ویرککالا به عنوان مدیر هنری در مدرسۀ مرکزی طراحی صنعتی هلسینکی کار می‌کرد.
از معروف‌ترین کارهای او طراحی بطری ودکا فینلاندیا (۱۹۹۹–۱۹۷۰ میلادی) و مجموعۀ لیوان‌های آشپزخانۀ اولتیما توله از ایتالا است. هر دو ظروف شیشه‌ای ظاهری شبیه به قندیل یخ دارند که می‌چکد، و در مورد ظروف شیشه‌ای ایتالا، گفته می‌شود که هزاران ساعت طول کشیده تا یک تکنیک دمیدن شیشه توسعه داده شود که بتواند این اثر را ایجاد کند.
ویرککالا بیشتر کارهای طراحی اولیۀ خود را با استفاده از یک چاقوی حکاکی سنتی فنلاندی، با نام پوکو انجام داد. ویرککالا نسخۀ خود را از چاقو، تاپیو ویرککالا پوکو، طراحی کرد که توسط کارد و چنگال هکمن ساخته شد و توسط بروک‌استون در ایالات متحدۀ آمریکا در اوایل دهۀ ۱۹۷۰ میلادی به بازار عرضه شد.
ویرککالا در ۱۹ مه ۱۹۸۵ میلادی در هلسینکی درگذشت و در قطعۀ هنرمندان گورستان هیتانیمی به خاک سپرده شد. همسرش، روت برایک، بعداً در کنار او به خاک سپرده شد.

## جوایز و امتیازات
- مقام اول و دوم، مسابقهٔ طراحی اسکناس بانک فنلاند – ۱۹۴۷ میلادی.[۸][۹]
- ۴ جایزه، طراحی تمبرهای المپیک ۱۹۵۱ میلادی، برای بازی‌های المپیک تابستانی ۱۹۵۲ میلادی.[۱۰]
- ۳ جایزۀ بزرگ در نهمین دورهٔ سه‌سالانۀ میلان، ۱۹۵۱ میلادی.[۱۱]
- ۳ جایزۀ بزرگ، در دهمین دورهٔ سه‌سالانۀ میلان، ۱۹۵۴ میلادی.[۱۱]
- جایزۀ لونینگ – ۱۹۵۱ میلادی.[۱۲]
- مدال نشان شیر فنلاند – ۱۹۵۵ میلادی.[۱۳]
- مقام اول، نمایشگاه جهانی بروکسل – ۱۹۵۷ میلادی.[۱۴]
- مدال سال ۱۹۵۸ میلادی انجمن هنرمندان صنعتی.[۱۵]
- جایزۀ بزرگ و مدال طلا، میلان – ۱۹۶۰ میلادی؛[۱۶] مدال نقره، میلان – ۱۹۶۳ میلادی.[۹]
- اُبلیسک طلایی دوموس، میلان – ۱۹۶۳ میلادی.[۱۴]
- مدال طلای رئیس‌جمهور ایتالیا، مسابقات بین‌المللی سرامیک فائنزا – ۱۹۶۳، ۱۹۶۶، ۱۹۶۷، ۱۹۶۹ و ۱۹۷۳ میلادی.[۱۷]
- جایزۀ بین‌المللی ویچنزا – ۱۹۶۳، ۱۹۶۶ و ۱۹۶۷ میلادی.[۱۷]
- طراح سلطنتی صنعت افتخاری، لندن – ۱۹۶۴ میلادی.[۱۷]
- جایزۀ افتخاری، بنیاد فرهنگی فنلاند – ۱۹۶۸ میلادی.[۱۷]
- دکترای افتخاری، کالج سلطنتی هنر، لندن – ۱۹۷۱ میلادی.[۱۷]
- عضو افتخاری شرکت شایستۀ احترام زرگران، لندن – ۱۹۷۱ میلادی.[۱۷]
- عنوان افتخاری آکادمی فنلاند – ۱۹۷۲ میلادی.[۱۷]
- مدال سازمان تئوستو برای کار خلاق – ۱۹۸۰ میلادی.[۱۷]
- مدال پرنس اوژن، استکهلم – ۱۹۸۰ میلادی.[۱۷]

## نگارخانه

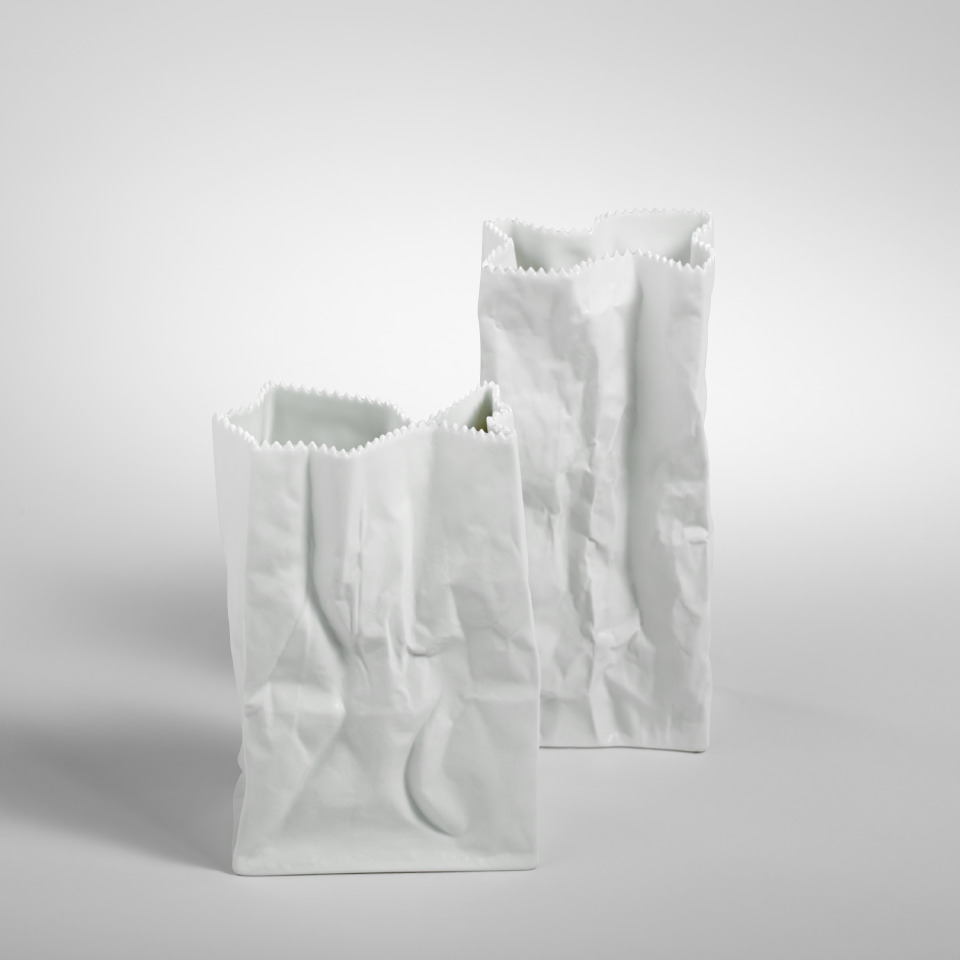
گلدان چینی «کیسهٔ کاغذی» برای روزنتال، حدود ۱۹۷۰ میلادی
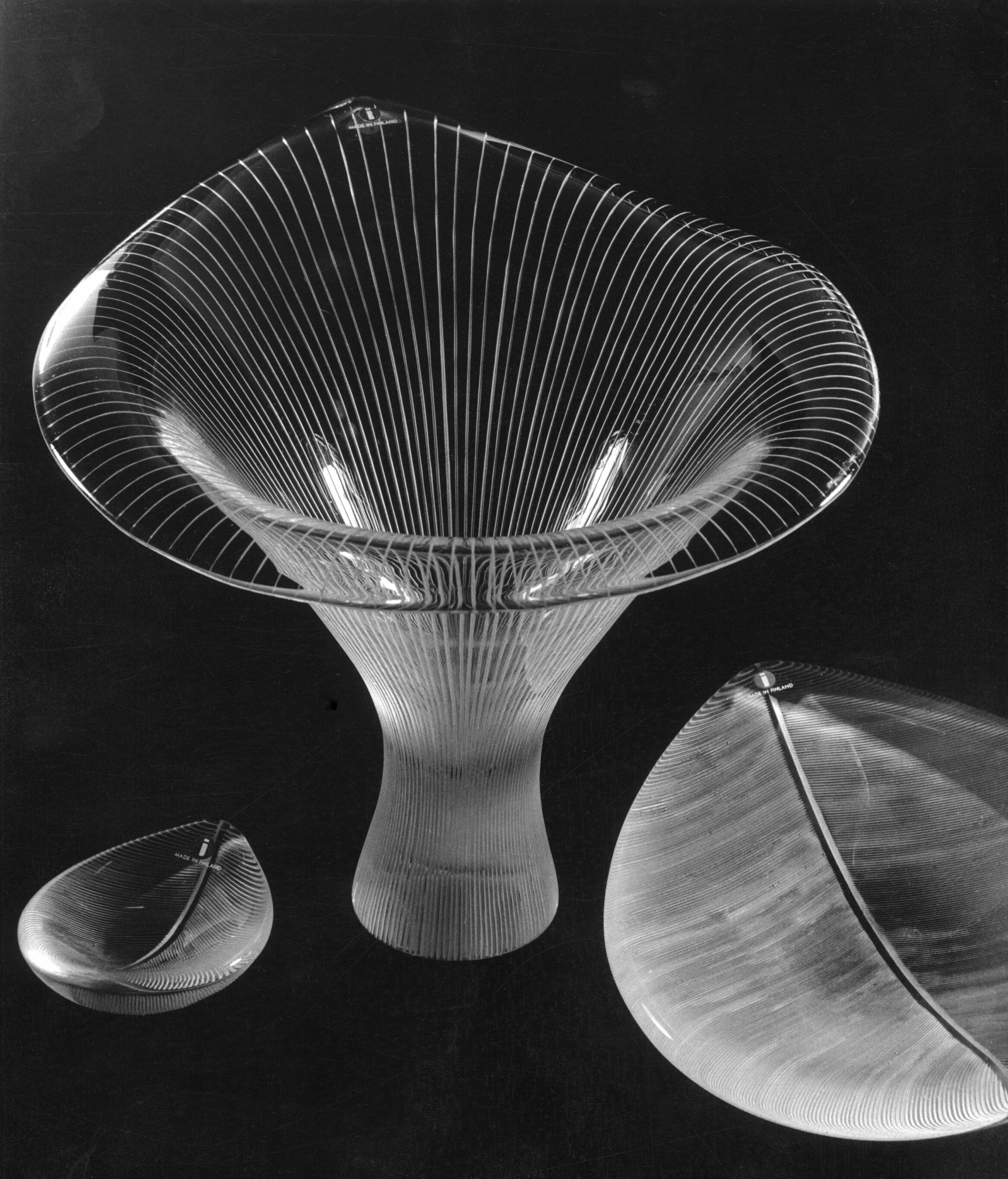
گلدان «کانتارلی»، ۱۹۴۶ میلادی
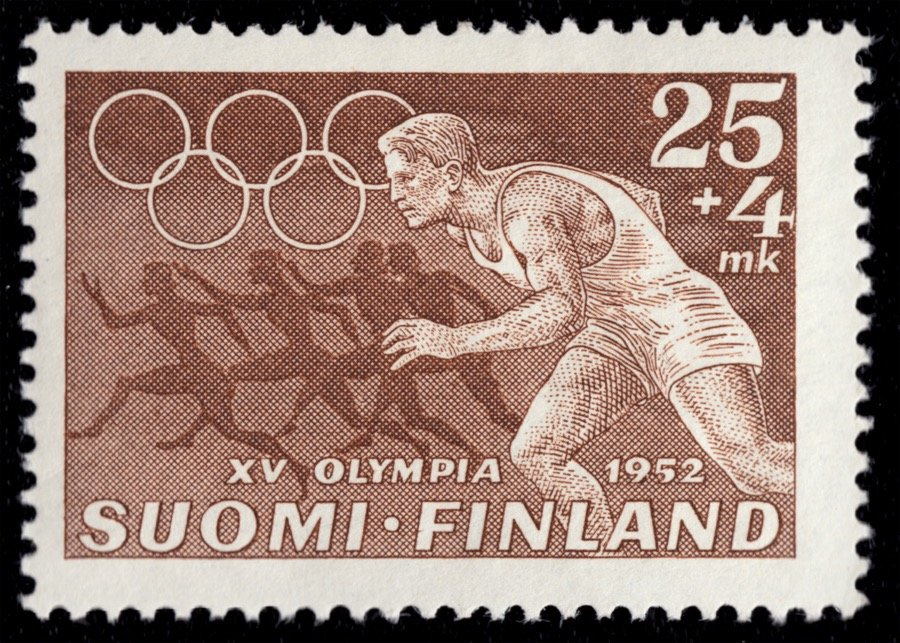
تمبر بازی‌های المپیک تابستانی هلسینکی
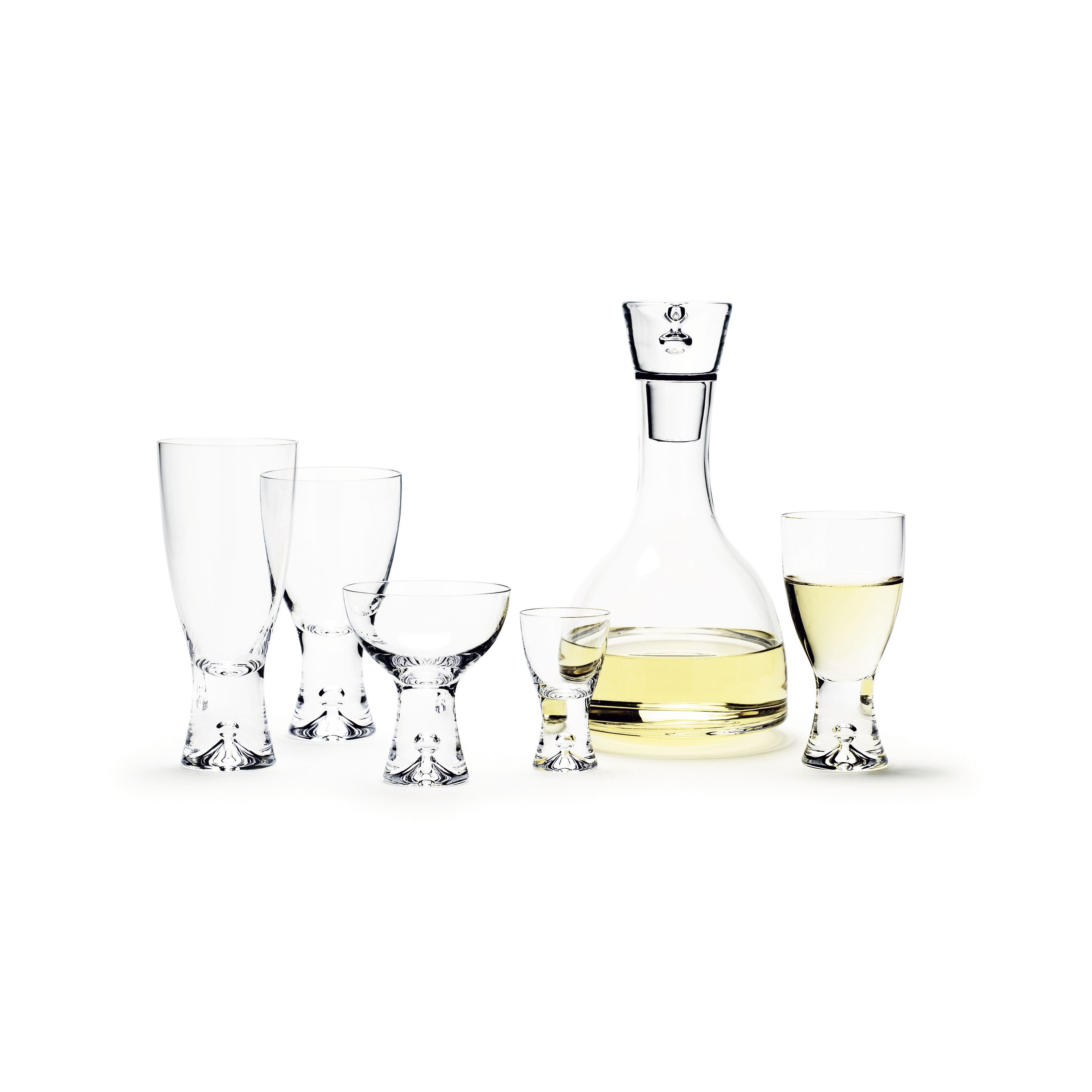
ظروف شیشه‌ای «تاپیو»، ۱۹۵۲ میلادی - تا به امروز
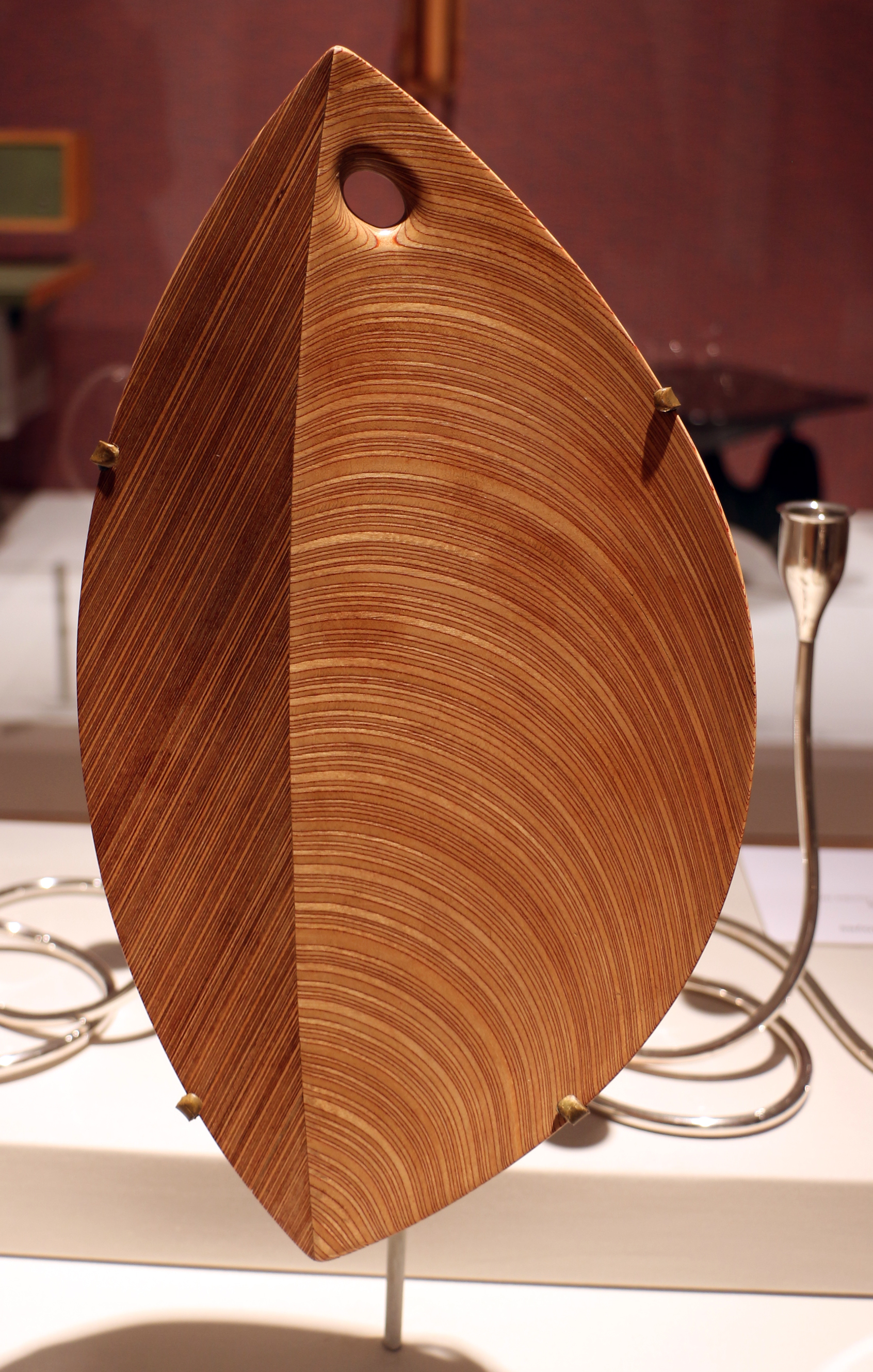
سینی «برگ»، ۵۴–۱۹۵۱ میلادی
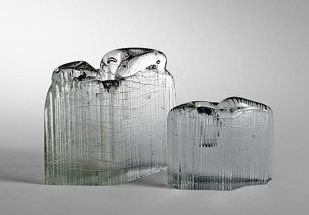
مجسمه‌هایی از مجموعهٔ «پادارین یا»، ۱۹۶۰ میلادی
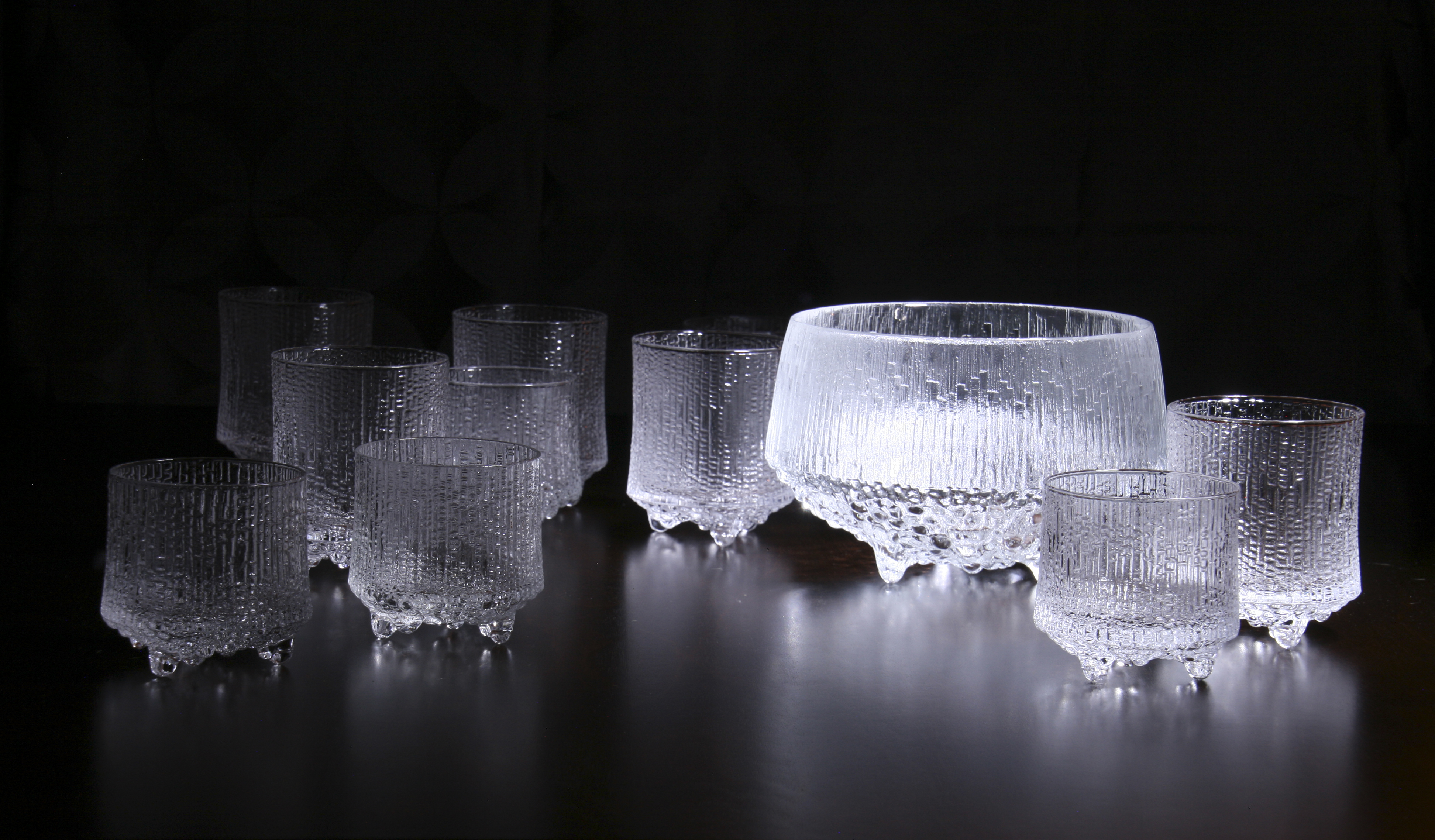
ظروف شیشه‌ای «اولتیما توله»
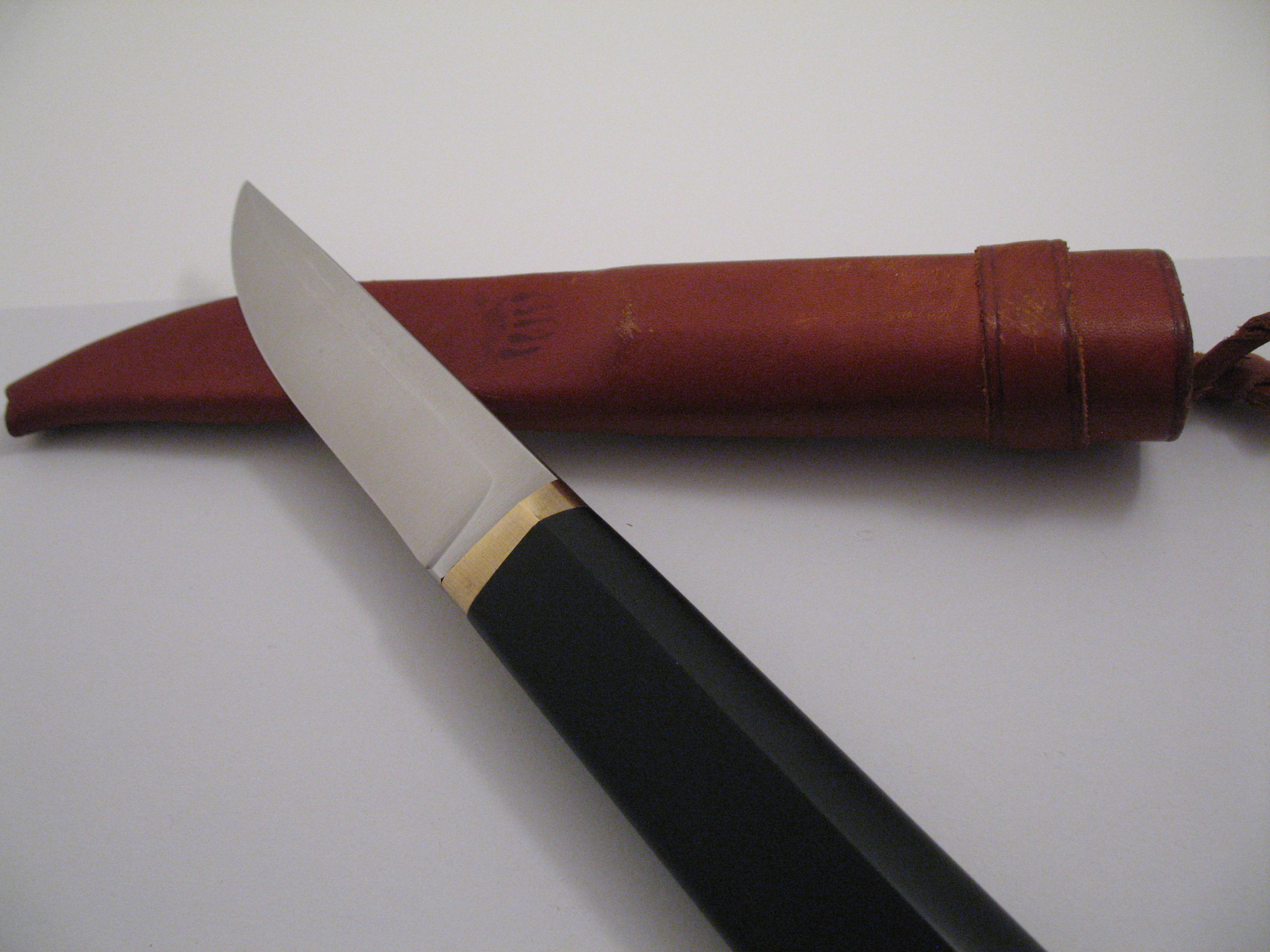
چاقوی دستی «پوکو»
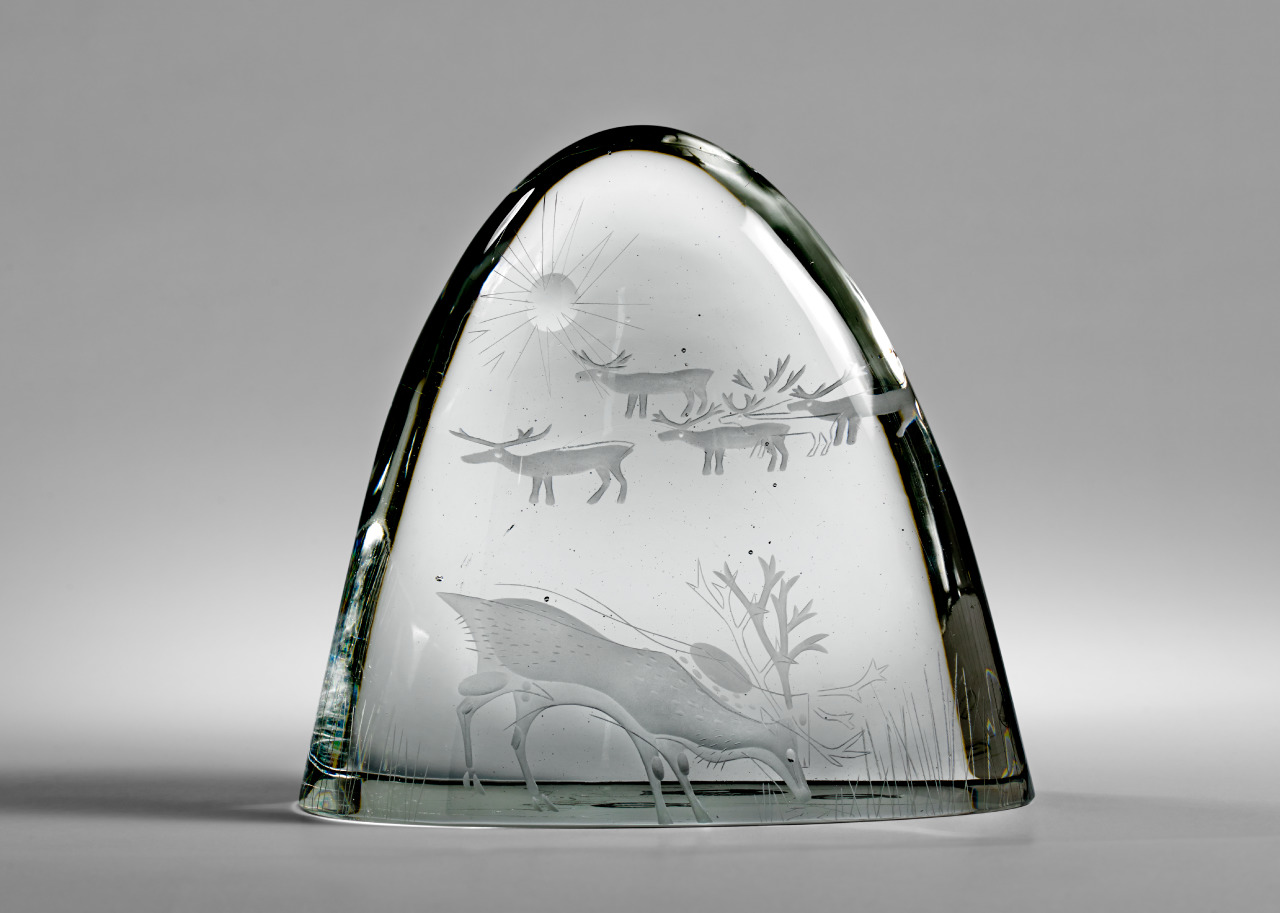
«تونتوری»، مجسمهٔ شیشه‌ای
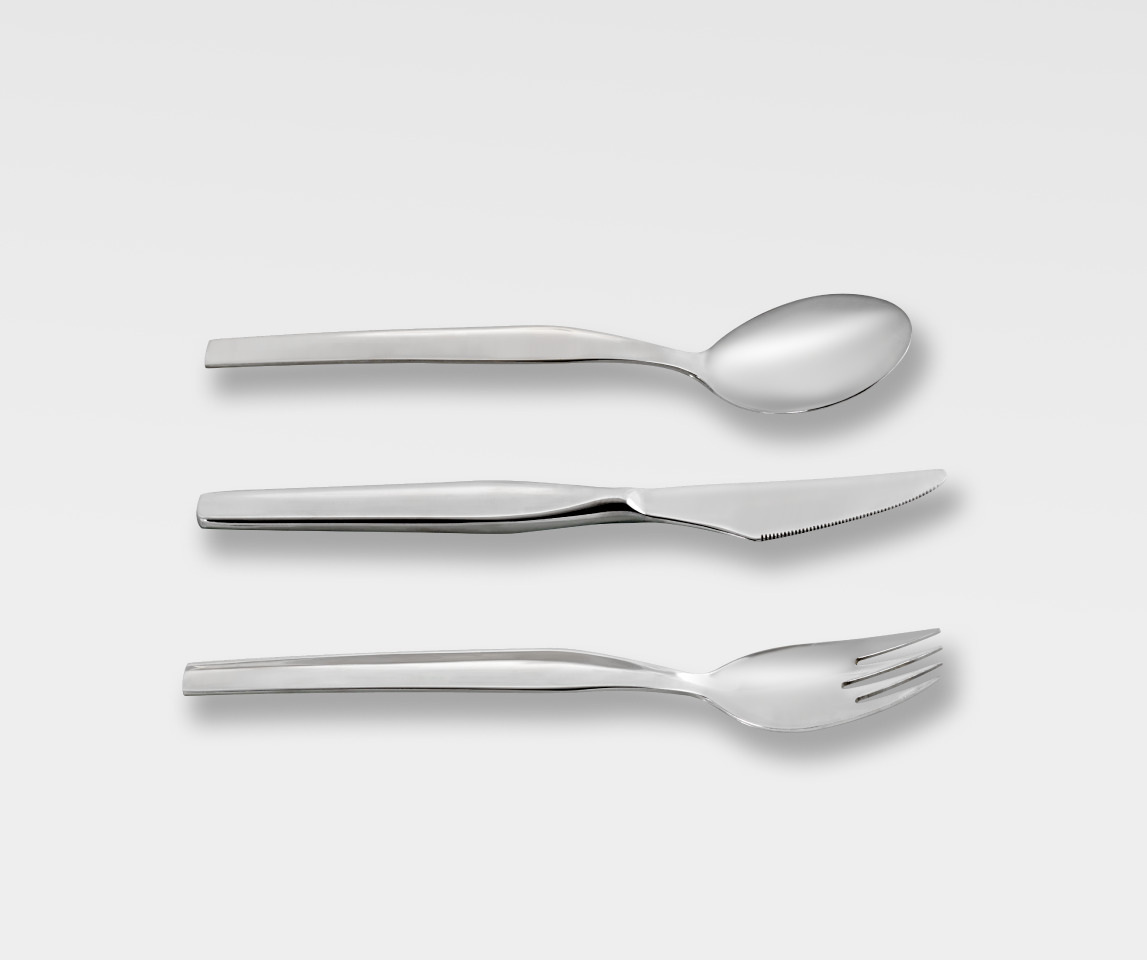
کارد و چنگال «کاراول»
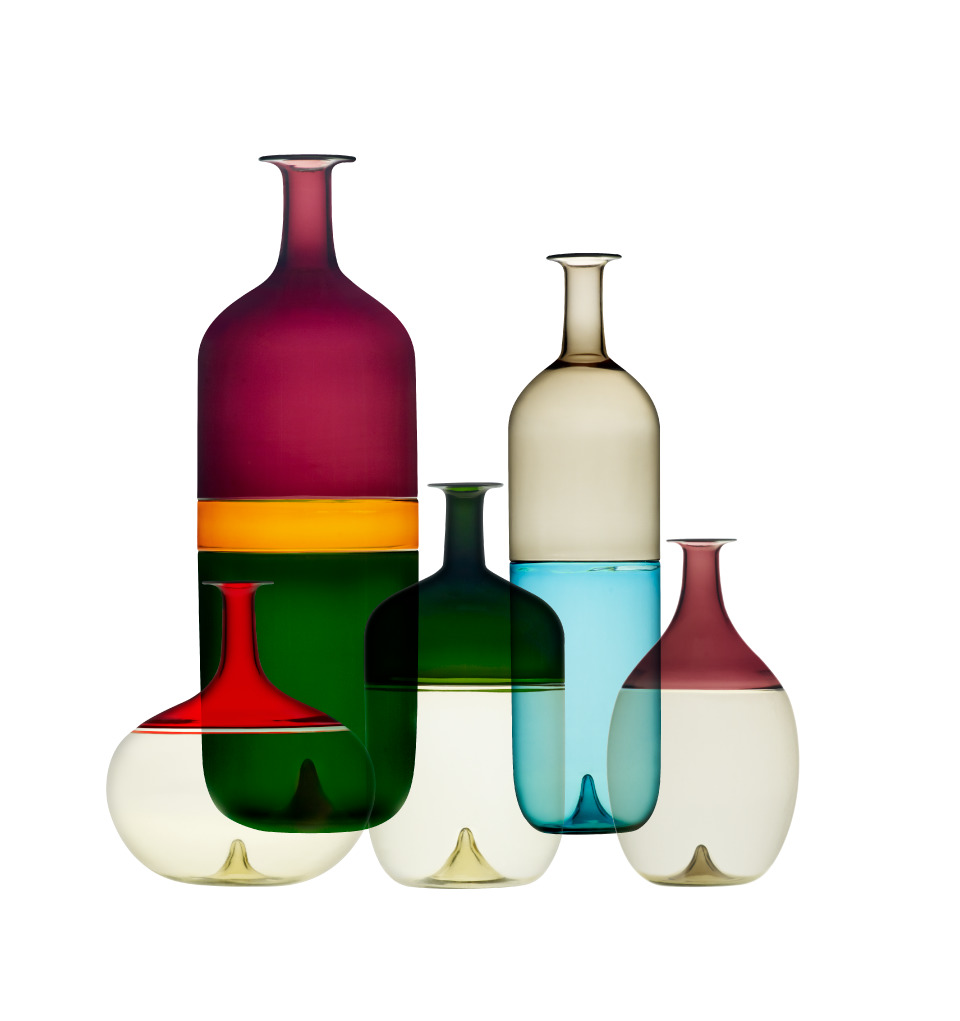
بطری‌ها برای ونینی